# Edificiul pentru funcții social-politice de pe str. Veronica Micle, 3 (Chișinău)
Edificiul pentru funcții social-politice de pe str. Veronica Micle, 3 este o clădire amplasată pe str. Veronica Micle, 3 în Chișinău, Republica Moldova. Este un monument arhitectural de importanță națională inclus în Registrul monumentelor Republicii Moldova ocrotite de stat cu nr. 278 (municipiul Chișinău). Datează de la înc. sec. XX.